# 잭 밀스
잭 밀스(Zach Mills, 1995년 12월 26일 ~ )는 미국의 배우이다.

## 출연 작품
- 슈퍼 에이트 (2011)
- 올리 클러블러슈터프 Vs 더 나지스 (2010)
- 래즈베리 매직 (2010)
- 킷 킷트릿지: 아메리칸 걸 (2008)
- 체인질링 (2008)
- 스팀 (2007)
- 마고리엄의 장난감 백화점 (2007)
- 산타 클로스3: 산타의 탈출 (2006)
- 할리우드랜드 (2006)